# Trait hongrois
Le trait hongrois (hongrois : Magyar Hidegvéru) est une race de chevaux de trait originaire de Hongrie. À faibles effectifs, il est principalement élevé pour sa viande.

## Histoire

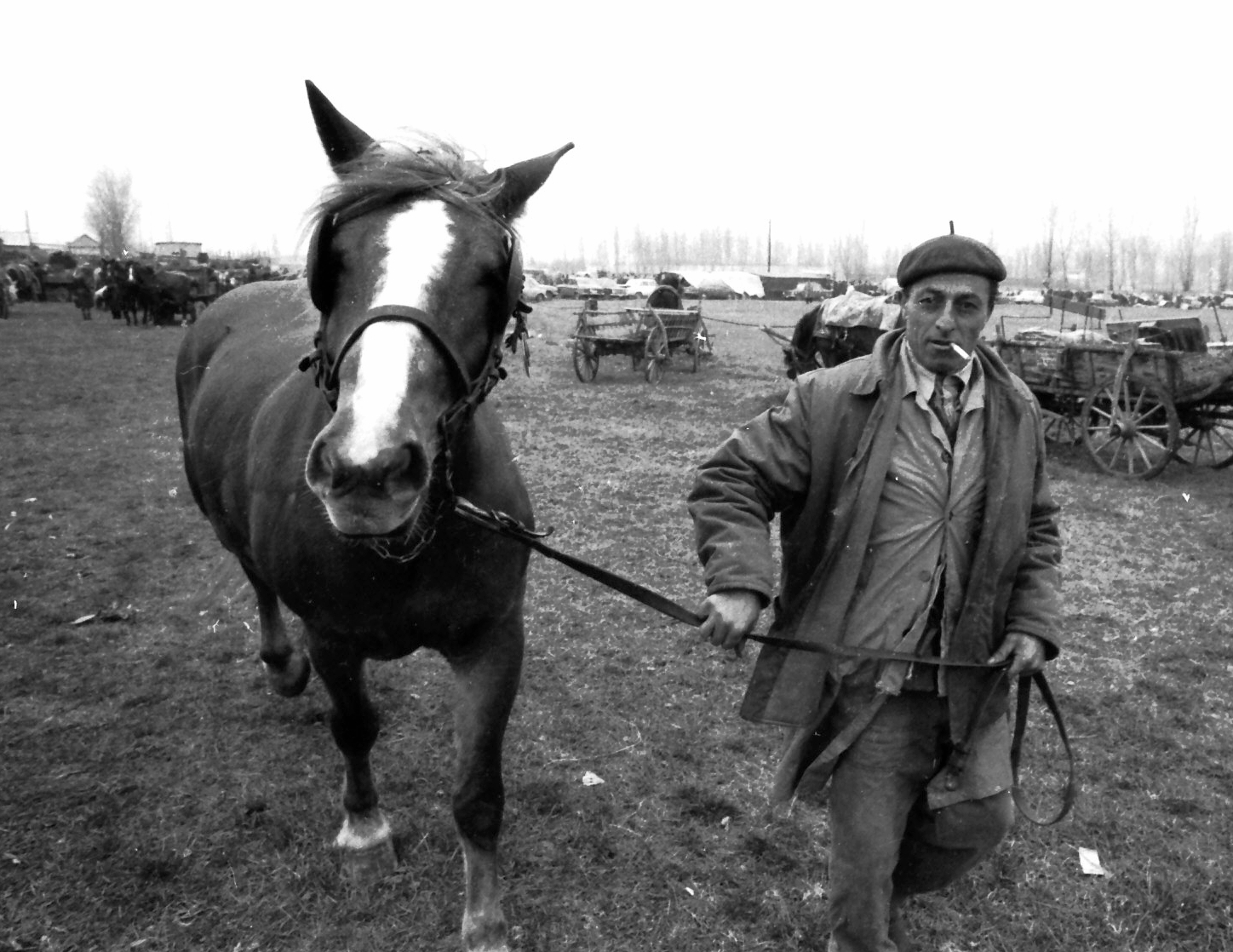
Cheval de trait mené par un homme à Szekszárd.

La race s'est formée à la fin du XIXe siècle,. Elle a évolué à partir d'un type plus fin que les habituels chevaux de trait des pays occidentaux, capable de se déplacer au trot. Dans un premier temps, des croisements entre juments locales hongroises et étalons Noriker sont pratiqués. La race est par la suite influencée par le Percheron et l'Ardennais. Ces chevaux de trait métissés deviennent nombreux dans les régions de Vas, Zala et Somogy, ainsi que dans certaines zones du comitat de Sopron.
Le trait hongrois dispose d'un stud-book, qui a absorbé les races Pinkafeld et Mura. En 1994, il ne reste plus que 395 individus enregistrés.

## Description
La base de données DAD-IS enregistre une taille moyenne de 1,54 m chez les femelles comme chez les mâles, pour un poids médian de 650 kg. CAB International cite une large fourchette de tailles, allant de 1,42 m à 1,72 m, pour un poids moyen de 800 kg.
La robe est le plus souvent baie sous toutes les nuances, ou bien grise, le gène Dun étant possible.
Les chevaux sont testés sur leur force de traction, et leurs allures au pas et au trot.

## Utilisations

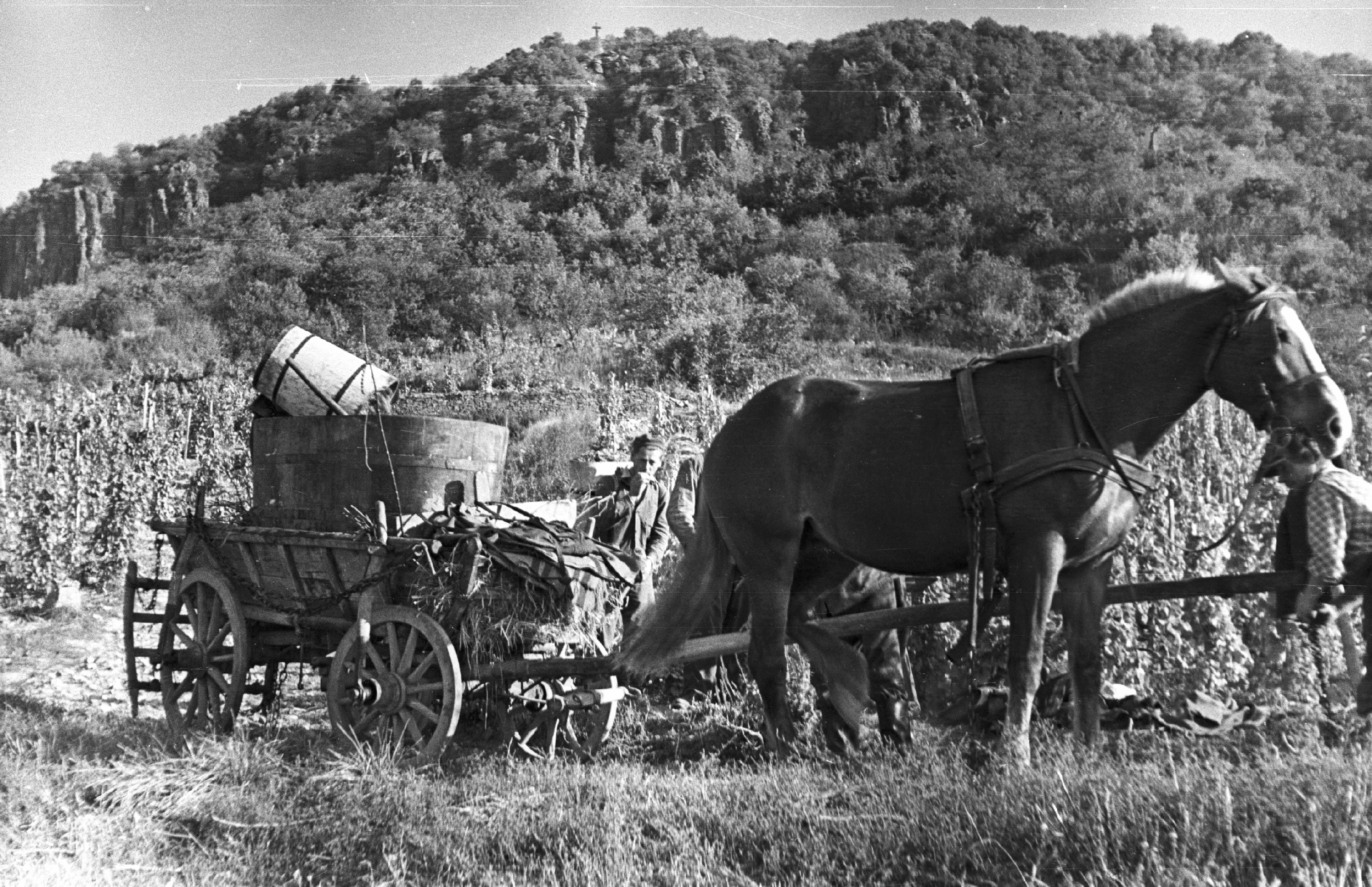
Cheval de trait dans une vigne de la région de Badacsony, en 1959.

Cette race est élevée pour la viande.

## Diffusion de l'élevage
En 2012, l'effectif enregistré est de 1 073 têtes. La race est signalée en danger d'extinction (2018) sur DAD-IS. L'étude menée par l'Université d'Uppsala pour la FAO et publiée en août 2010 signale le Hungarian Cold-blood comme race locale européenne.